# Магомедов, Магомед Магомедович (футболист)
Магомед Магомедович Магомедов (10 июля 1977) — российский футболист.

## Клубная карьера
Профессиональную карьеру начинал в 1994 году клубе Третьей лиги «Арго» из Каспийска, который в 1995 году был переименован в «Анжи-2». С 1995 по 1996 годы играл за «Дружбу» из Йошкар-Олы. В 1998 году выступал в махачкалинском «Динамо». В 1999 году перебрался в Азербайджан, в сезоне 1999/2000 года выступал за « Нефтчи» из Баку, за который в Высшей лиге провёл 4 матча, в которых забил один мяч. В следующем сезоне за «Нефтчи» сыграл лишь 1 матчей в Высшей лиге. Летом 2001 года перешёл в клуб «Диана», за который провёл 4 матча и забил 1 гол во Второй лиге, и завершил профессиональную карьеру, после окончания которой работает тренером в махачкалинской РСДЮШОР-2.